# (5974) 1991 UZ2
(5974) 1991 UZ2 es un asteroide perteneciente al cinturón de asteroides, región del sistema solar que se encuentra entre las órbitas de Marte y Júpiter, descubierto el 31 de octubre de 1991 por Seiji Ueda y el astrónomo Hiroshi Kaneda desde el Kushiro Marsh Observatory, Hokkaido, Japón.

## Designación y nombre
Designado provisionalmente como 1991 UZ2. 

## Características orbitales
1991 UZ2 está situado a una distancia media del Sol de 3,127 ua, pudiendo alejarse hasta 3,606 ua y acercarse hasta 2,648 ua. Su excentricidad es 0,153 y la inclinación orbital 1,858 grados. Emplea 2020,31 días en completar una órbita alrededor del Sol.

## Características físicas
La magnitud absoluta de 1991 UZ2 es 12,6. Tiene 15,552 km de diámetro y su albedo se estima en 0,067. 